# Средний диалект татарского языка
Средний диалект (также казанский диалект, тат. урта диалект, казан диалекты) — диалект татарского языка, совокупность говоров казанских, касимовских и астраханских татар, заказанских и нижнекамских кряшен, нагайбаков, лежит в основе современного татарского литературного языка. На формирование казанского диалекта оказали влияние булгарский язык (VII — XIII), кыпчакский язык (XI — XV), ногайский язык (XV — XVII), а также финно-угорские и русский языки.

## Говоры
- Дубъязский (Высокогорский, Зеленодольский, Атнинский районы РТ)
- Мамадышский (Мамадышский, Сабинский, Тюлячинский, Кукморский районы РТ, Вятско-Полянский район Кировской области)
- Лаишевский (Лаишевский, Рыбно- Слободский, Пестречинский районы РТ)
- Балтасинский (Арский, Балтасинский районы Татарстана, юг Кировской области)[2]
- Барангинский (Параньгинский, Мари-Турекский районы Марий Эл)[2]
- Тарханский (Буинский, Апастовский, Тетюшский, Алькеевский, Спасский районы Татарстана, приграничные районы правобережья Ульяновской области)[2]
- Нурлатский — Горный (левобережье Волги Татарстана (Кайбицкий, Зеленодольский, Апастовский районы), Козловский район Чувашии)[2]
- Камскоустинский (Камско-Устьинский, Верхнеуслонский, Апастовский, Тетюшский районы Татарстана
- Нагайбакский говор (Челябинская область, см. Нагайбаки)[2]
- Нижнекамско-кряшенский (Восток Татарстана, Бакалинский и Шаранский районы Башкортостана, Граховский район Удмуртии, Клявлинский район Самарской области)
- Заказанско-кряшенский (Северо-Западные районы Татарстана, Малмыжский район Кировской области и приграничные районы Марий Эл и Удмуртии)
- Мензелинский (Агрызский, Бугульминский, Заинский, Азнакаевский, Мензелинский, Сармановский, Бавлинский, Муслюмовский, Альметьевский, Актанышский районы Татарстана; Удмуртия; Альшеевский, Бижбулякский, Благоварский, Бураевский, Белебеевский, Дюртюлинский, Илишевский, Кармаскалинский, Краснокамский, Кушнаренковский, Миякинский, Мелеузовский, Нефтекамский, Стерлибашевский, Стерлитамакский, Туймазинский, Федоровский, Чекмагушевский, Чишминский, Шаранский, Янаульский районы Башкортостана)[2]
- Бирский (Бирский, Калтасинский, Балтачевский, Янаульский, Татышлинский, Мишкинский, Караидельский районы Башкортостана)[2]
- Касимовский (Рязанская область см. Касимовские татары)[2]
- Бастанский (Рязанская область, Ставропольский край)[2]
- Нократский (Кировская область, Удмуртия)[2]
- Пермский (Пермский край)[2]
- Златоустовский (Аскинский, Салаватский, Кигинский, Дуванский, Белокатайский районы Башкортостана, Северо-Запад Челябинской области)[2]
- Красноуфимский (Свердловская область)[2]
- Ичкинский (Курганская область, Северо-Восток Челябинской области)[2]
- Сафакульский (Курганская область, Северо-Восток Челябинской области)[2]
- Бугурусланский (Север Оренбургской области)[2]
- Каргалинский (Центр и Юг Оренбургской области)[2]
- Турбаслинский (Иглинский и Нуримановский районы Башкортостана)[2]
- Тепекеевский (Гафурийский, Стерлитамакский районы Башкортостана)[2]
- Астраханский (Астраханская область, Калмыкия)
- Говор татар-каракалпаков (Восток Волгоградской области (Палассовский район)), Уральская область Казахстана.[2]

## Фонетические процессы
Отличается наличием явления ж — окания, увулярных қ и ғ, фрикативного ч (щ), огубленного варианта а.
Ведущие фонетические процессы подавляющего большинства говоров среднего диалекта следующие:
- употребление огубленного а во всех позициях: бала, алма;[2]
- употребление удлиненного дифтонга -өй (көйәнтә, сөйәк, чөй) или его замена дифтонгом -ий : силәшә (лит. сөйләшә), кийә (лит.көя), сийәк (лит.сөяк).[2]
- употребление дифтонгов -ай/әй  (лит. -ый/ий): бармай (лит. бармый), шундай (лит. шундый), карай (лит.карый), сөйләй (лит. сөйли)[2]
- употребление вместо литературных заднеязычных К, Г, Х , увулярных Қ, Ғ, Һ :

қарға (лит.карга), қайғы (лит. кайгы), ақ (лит. ак), ғалим (лит.галим), һәтәр (лит. хәтәр) и т. д.
- Использование Җ (ж — окание) вместо литературной Й : җаулык (лит. яулык), җөри (лит. йөри), җөз (лит. йөз), җул (лит. юл), җук (лит. юк), җасый (лит. ясый), җегет (лит. егет), җылан (лит. елан), җегерме (лит. егерме) и т. д.[2]
- использование фрикативных щелевых Ч и Җ : щәщ вместо чәч (волосы), сандугащ вместо сандугач (соловей), алмагащ вместо алмагач (яблоня), татарща вместо татарча (татарский язык), жьәй вместо җәй (лето) и т. д. Но в отдельных говорах отсутствую щеловые җ и ч, произносятся твёрно дҗ и тч, как например в Дубъязском говоре.[2]

## Особенности морфологии
- употребление глагола в форме -асы/әсе : барасы бар; ул бүген эшкә киләсе и др.[2]
- употребление прилагательных -мал(л)ы/мәл(л)е, -әсе/әсе : килмәле, укымалы, киләсе и др.[2]
- в качестве обозначения повторения используются формы гала/гәлә, ыштыр/ештшер: баргала, укыштыр и др.[2]